# Regeringen Sukselainen I
Regeringen Sukselainen I var Republiken Finlands 41:a regering. I regeringen ingick ursprungligen Agrarförbundet, Svenska folkpartiet och Finska folkpartiet. Svenska folkpartiet lämnade regeringen i juli 1957. I två månader bestod regeringen av två partier, tills Socialdemokratiska oppositionella kom med i september 1957. I ministären ingick först en opolitisk minister, senare två. En av dessa var svenska folkpartisten J.O. Söderhjelm även om hans parti inte formellt åter anslöt sig till regeringen. Ministären regerade från 13 april 1957 till 29 november 1957.

## Ministrar
| Minister | Ämbetsperiod | Parti                                                                                |
| --- | --- | ------------------------------------------------------------------------------------ |
| Statsminister V.J. Sukselainen Nils Meinander, ställföreträdare Esa Kaitila, ställföreträdare Aarre Simonen, ställföreträdare Johannes Virolainen, ställföreträdare | 27 maj 1957–29 november 1957 27 maj 1957–2 juli 1957 2 juli 1957–2 september 1957 2 september 1957–31 oktober 1957 31 oktober 1957–29 november 1957 | Agrarförbundet Svenska folkpartiet Finska folkpartiet Socialdem. opp. Agrarförbundet |
| Minister i statsrådets kansli Aarre Simonen | 2 september 1957–31 oktober 1957 | Socialdem. opp.                                                                      |
| Utrikesminister Johannes Virolainen | 27 maj 1957–29 november 1957 | Agrarförbundet                                                                       |
| Justitieminister Arvo Helminen J.O. Söderhjelm | 27 maj 1957–2 september 1957 2 september 1957–29 november 1957                                                                                      | opolitisk (Svenska folkpartiet)                                                      |
| Inrikesminister Harras Kyttä Teuvo Aura | 27 maj 1957–2 september 1957 2 september 1957–29 november 1957                                                                                      | Finska folkpartiet opolitisk (De Frisinnades Förbund)                                |
| Försvarsminister Atte Pakkanen Pekka Malinen | 27 maj 1957–2 september 1957 2 september 1957–29 november 1957                                                                                      | Agrarförbundet Finska folkpartiet                                                    |
| Finansminister Nils Meinander Martti Miettunen | 27 maj 1957–2 juli 1957 2 juli 1957–29 november 1957                                                                                                | Svenska folkpartiet Agrarförbundet                                                   |
| Minister i finansministeriet Wiljam Sarjala Ahti Karjalainen Pekka Malinen Teuvo Aura                                                                               | 27 maj 1957–2 juli 1957 2 juli 1957–2 september 1957 2 september 1957–29 november 1957 11 oktober 1957–29 november 1957                             | Agrarförbundet Finska folkpartiet opolitisk (De Frisinnades Förbund)                 |
| Undervisningsminister Kerttu Saalasti | 27 maj 1957–29 november 1957 | Agrarförbundet                                                                       |
| Jordbruksminister Martti Miettunen Kusti Eskola | 27 maj 1957–2 juli 1957 2 juli 1957–29 november 1957                                                                                                | Agrarförbundet                                                                       |
| Minister i jordbruksministeriet Bertel Lindh Matti Lepistö | 27 maj 1957–2 juli 1957 2 september 1957–29 november 1957                                                                                           | Svenska folkpartiet Socialdem. opp.                                                  |
| Minister för kommunikationsväsendet och allmänna arbetena Kusti Eskola Wiljam Sarjala                                                                               | 27 maj 1957–2 juli 1957 2 juli 1957–29 november 1957                                                                                                | Agrarförbundet                                                                       |
| Minister i ministeriet för kommunikationsväsendet och allmänna arbetena Torsten Nordström Kustaa Tiitu Valdemar Liljeström                                          | 27 maj 1957–2 juli 1957 2 juli 1957–2 september 1957 2 september 1957–29 november 1957                                                              | Svenska folkpartiet Agrarförbundet Socialdem. opp.                                   |
| Handels- och industriminister Esa Kaitila | 27 maj 1957–29 november 1957 | Finska folkpartiet                                                                   |
| Minister i handels- och industriministeriet Teuvo Aura | 2 september 1957–29 november 1957 | opolitisk (De Frisinnades Förbund)                                                   |
| Socialminister Irma Karvikko Aino Malkamäki | 27 maj 1957–2 september 1957 2 september 1957–29 november 1957                                                                                      | Finska folkpartiet Socialdem. opp.                                                   |
| Minister i socialministeriet Atte Pakkanen Pekka Malinen Olli J. Uoti                                                                                               | 27 maj 1957–2 juli 1957 2 juli 1957–2 september 1957 2 september 1957–29 november 1957                                                              | Agrarförbundet Finska folkpartiet Socialdem. opp.                                    |